# Die letzten Männer von Aleppo
Die letzten Männer von Aleppo (arabisch آخر الرجال في حلب, DMG āḫir ar-riǧāl fī Ḥalab) ist ein syrischer Dokumentarfilm aus dem Jahr 2017, der den Bürgerkrieg in Syrien behandelt. Regie führte Feras Fayyad. Produzenten Kareem Abeed sowie Søren Steen Jespersen. Der Film hat eine Spiellänge von 104 Minuten.

## Inhalt
Der Film dokumentiert das Leben in der Stadt Aleppo während des Krieges und fokussiert seine Handlung auf die Such- und Rettungseinsätze der international anerkannten Weißhelme. Diese Gruppe ist eine Organisation, die aus einfachen Bürgern besteht, die Kriegsschauplätze besuchen in der Hoffnung, Leben nach militärischen Angriffen zu retten. Der Dokumentarfilm beleuchtet das Leben der drei Gründer von White Helmets, Khaled Omar Harrah, Subhi Alhussen und Mahmoud in ihrem Zwiespalt, das Land zu verlassen oder für dieses zu kämpfen.
Eine Schmutzkampagne, laut Guardian „organisiert nach dem Drehbuch der russischen Desinformation“, verunglimpfte im Vorfeld der Oscar-Verleihungen den Regisseur. Der Film wurde auf russischen Nachrichtenwebsites und in sozialen Netzwerken als „US-Propaganda“ geschmäht.

## Auszeichnungen
- 2018: Friedenspreis des Deutschen Films – Die Brücke – Spezialpreis[5]